# Rue de Joie
La rue de Joie est une rue liégeoise du quartier du Laveu qui va de la rue des Éburons au boulevard Gustave Kleyer.

## Situation et description
Cette artère se situe dans la partie sud du quartier du Laveu. Longue d'environ 760 m, cette rue pavée à forte déclivité rejoint presque en ligne droite les hauteurs de la ville à Cointe au niveau du boulevard Gustave Kleyer. La pente avoisine souvent les 14 %, classant ainsi cette rue parmi les plus pentues de la ville de Liège. La rue compte environ 180 habitations.

## Odonymie
L'origine du nom de cette rue remonterait au XVe siècle. Nicolas Joye aurait été à cette époque un propriétaire terrien de ce quartier.
Une autre hypothèse explique que la rue s'appelait ruelle des Jowes (mot wallon signifiant : musiques jouées) car cette rue en côte était jadis parcourue le mercredi après la Saint-Jean par une procession en musique.

## Architecture
La maison la plus ancienne de la rue se trouve au no 54, en retrait de la rue, à l'arrière d'un jardin grillagé. La partie droite de cet immeuble a été édifiée au cours du XVIIe siècle. Les encadrements des baies de cette partie plus ancienne se composent de pieds-droits chaînés (pierres de taille de différentes largeurs).

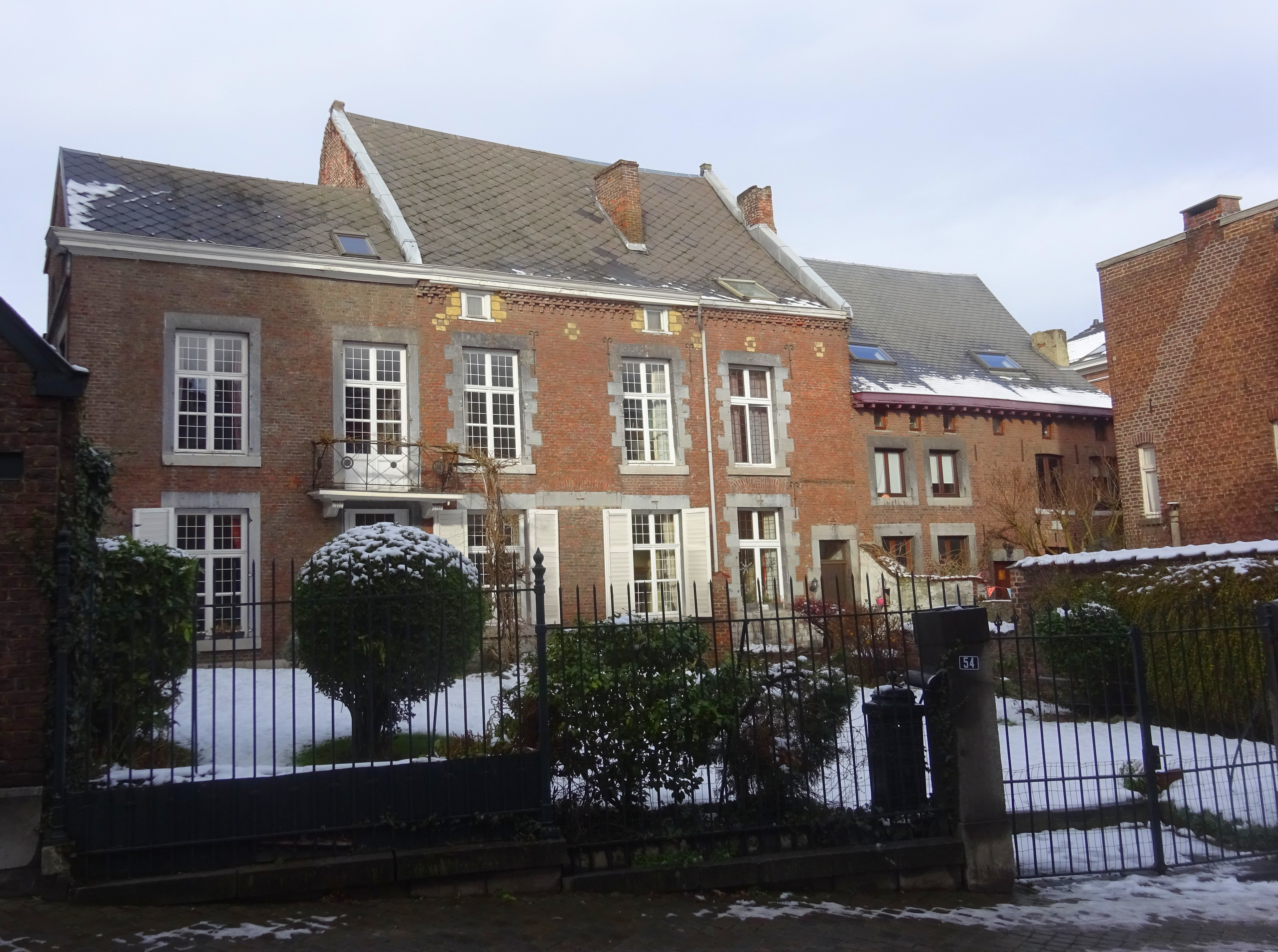
Rue de Joie, 54

Quelques immeubles de style Art déco sont situés aux nos 49, 56, 58, 142, 144 et 150. Ils ont été bâtis au cours des années 1920 et 1930.

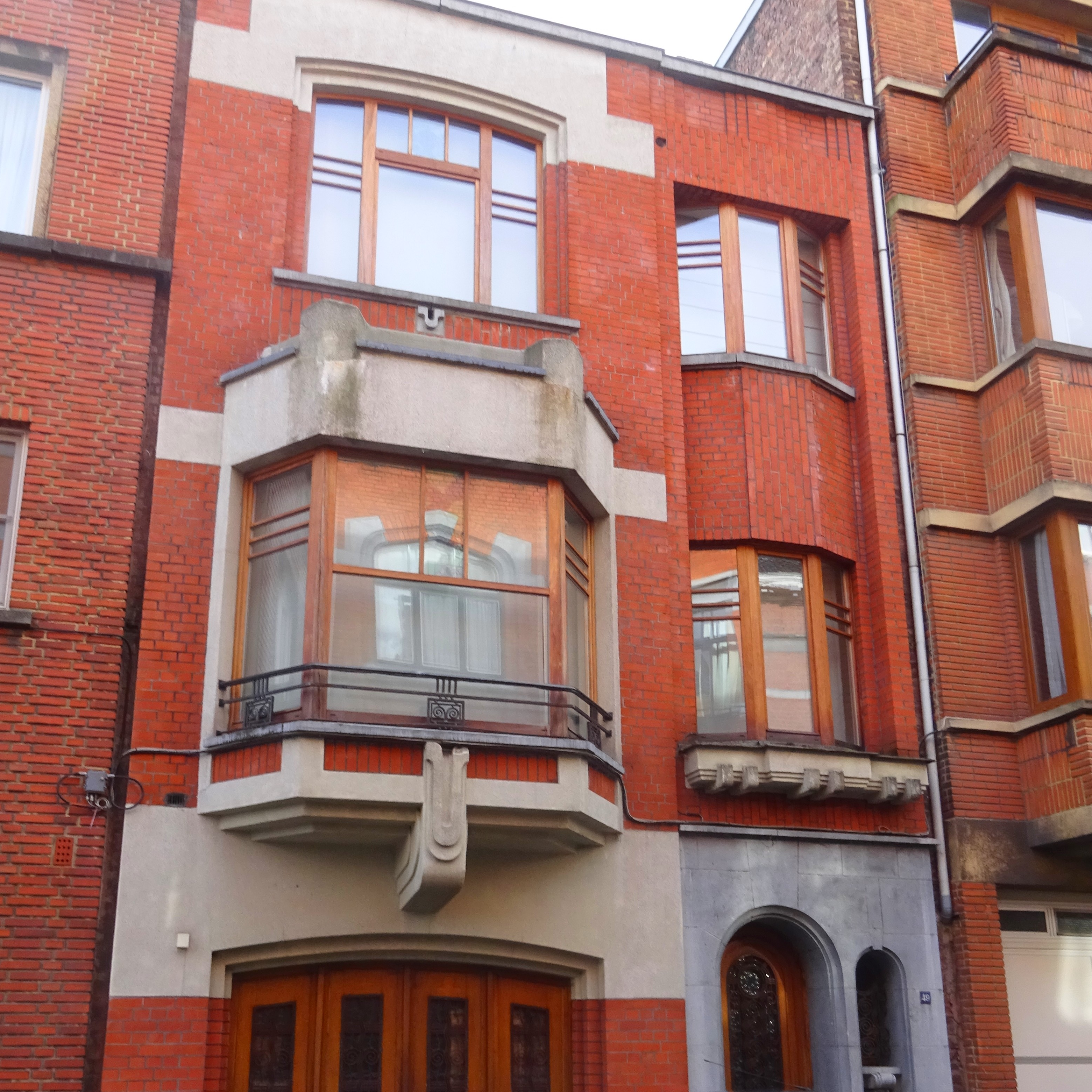
Maison Art déco, rue de Joie, 49

## Voies adjacentes
- Rue des Éburons
- Avenue de l'Observatoire
- Rue Bois-l'Évêque
- Rue Ambiorix
- Rue Jacob-Makoy
- Rue du Terris
- Rue de la Scorre
- Rue des Wallons
- Boulevard Gustave Kleyer
- Rue Bois d'Avroy
- Rue Julien d'Andrimont